# Shen Cai
Pour les articles homonymes, voir Shen.
Shen Cai (chinois 沈采) est un dramaturge chinois de la dynastie Ming.
Shen Cai est l'auteur du Qianjin ji (Les Mille Lingots), et de L'Histoire de Pei Du, une pièce inspirée du dramaturge des Yuan Guan Hanqing.